# Гола
46°12′ пн. ш. 17°03′ сх. д. / 46.2° пн. ш. 17.05° сх. д.
Гола (хорв. Gola) — громада і населений пункт в Копривницько-Крижевецькій жупанії Хорватії.

## Населення
Населення громади за даними перепису 2011 року становило 2 431 осіб. Населення самого поселення становило 885 осіб.
Динаміка чисельності населення громади:
Динаміка чисельності населення центру громади:

## Населені пункти
Крім поселення Гола, до громади також входять:
- Готалово
- Новачка
- Оточка
- Ждала